# Liste der Mitglieder der Deutschen Akademie der Naturforscher Leopoldina/1757
Die Liste der Mitglieder der Deutschen Akademie der Naturforscher Leopoldina für 1757 enthält alle Personen, die im Jahr 1757 zum Mitglied ernannt wurden. Insgesamt gab es sechs neu gewählte Mitglieder.

## Mitglieder
| Nr. | Name                      | Beiname               | Geboren       | Aufnahme | Gestorben     | Bild                                                               | Datenbank |
| --- | ------------------------- | --------------------- | ------------- | -------- | ------------- | ------------------------------------------------------------------ | --------- |
| 616 | Jean Henri Samuel Formey  | Timaeus               | 31. Mai 1711  | 5. Mai   | 8. März 1797  | J. H. Samuel Formay, Stich von Johann Christian Gottfried Fritzsch | 2771      |
| 617 | Antonio Maria Matani      | Athenaeus             | 27. Juli 1730 | 24. Jun. | 21. Juni 1779 |                                                                    | 5557      |
| 618 | Bernhard Ludwig Bekmann   | Arianus Nicomediensis | 18. Jan. 1694 | 24. Jul. | 3. Dez. 1760  |                                                                    | 1595      |
| 619 | Jacob Christian Schäffer  | Aristomachus II.      | 31. Mai 1718  | 6. Aug.  | 5. Jan. 1790  |                                                                    | 6384      |
| 620 | Crafft Gottfried Hennicke | Hierax III.           | 1698          | 12. Aug. | 24. Nov. 1767 |                                                                    | 3768      |
| 621 | Johann Gottlieb Schäffer  | Sabinus II.           | 13. Sep. 1720 | 4. Sep.  | 1. Feb. 1795  |                                                                    | 6385      |

## Hinweis zu den Lebensdaten
In der Liste sind zunächst die Lebensdaten gemäß Archiv der Leopoldina aufgenommen. Diese beziehen sich auf die Angaben gem. Neigebaur (1860) und Ule (1889). Die Lebensdaten im Namensartikel können daher von den Lebensdaten in der Liste abweichen.